# Castillo de Totnes
El castillo de Totnes es uno de los ejemplos mejor conservados de un castillo normando de mota castral en Inglaterra. Está situado en la ciudad de Totnes en el río Dart en Devon. El torreón de piedra sobreviviente y el muro cortina datan de alrededor del siglo XIV. Desde después de la conquista normanda de 1066 fue la caput de la baronía feudal de Totnes. 

## Historia

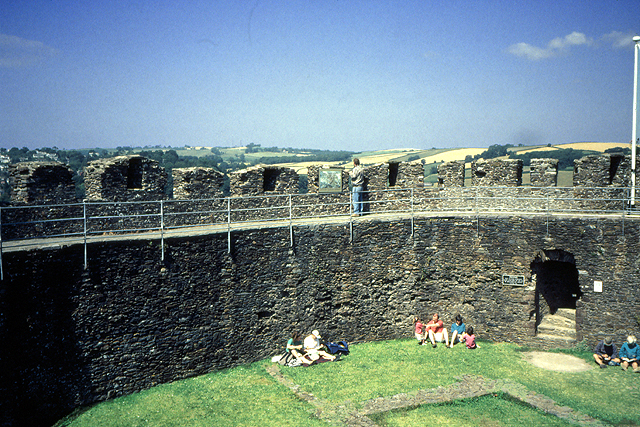
Vista interior de las murallas del castillo.

El castillo ocupa una posición dominante en lo alto de una gran colina sobre la ciudad y protege el acceso a tres valles.
Se cree que el primer castillo en este sitio fue construido por el bretón Juhel de Totnes (también conocido como Judhael), quien fue uno de los lugartenientes de Guillermo el Conquistador. La baronía feudal de Totnes le fue concedida en 1068, y para cimentar su control sobre la zona construyó una fortificación y fundó el Priorato de Totnes dentro de la ciudad. Esta primera construcción probablemente consistía en una empalizada de madera y una torre. A la muerte del rey Guillermo I, Juhel perdió sus tierras, posiblemente como consecuencia de su apoyo a la rebelión de 1088. La baronía feudal de Totnes se concedió entonces a Roger de Nonant, cuyos descendientes parecen haberla ocupado durante las siguientes tres generaciones. Después de esto, pasó a manos de William de Braose, tercer señor de Bramber, quien probablemente sea el responsable de la construcción del primer torreón de concha de piedra y los muros del lugar.
En 1326, el castillo se había arruinado y estaba bajo el control de la familia de la Zouch. Durante este período se hizo una orden real para la reparación de las fortificaciones. Como resultado, el castillo se volvió a fortificar con una nueva torre del homenaje, utilizando piedra caliza del Devónico y arenisca roja, se construyó un establo y se nombró un condestable.

## Preservación
Desde 1984, el castillo ha estado bajo la administración de English Heritage. El castillo es un monumento programado y un edificio clasificado de Grado I.